# Ústavní vývoj na Slovensku
Tento článek sleduje vývoj ústavního práva na území dnešního Slovenska.

## Uhersko (1848 - 1918)

Znak Uherska

### Bratislavská marcová ústava (1848)
Bratislavská marcová (březnová) ústava je souhrnné označení pro několik ústavních zákonů (zákonných článků), které přijal především zásluhou maďarské liberální opozice poslední uherský stavovský sněm – nejdůležitější z marcových zákonů byl přijat 18. března 1848.
Ústava vytvářela v Uhersku parlamentní monarchii, kde jsou si všichni občané rovni. Vládní moc v Uhersku vykonával král prostřednictvím odpovědných uherských ministrů, navíc panovník potřeboval ke svým rozhodnutím kontrasignaci těchto ministrů. S Rakouskem měly být Uhry spojeny personální unií. Ústava upravovala i některá občanská práva a svobody jako rovnost před zákonem, ochranu vlastnictví nebo náboženskou svobodu, na druhou stranu byla šlechta ústavou zbavena privilegia neplatit daně. Uherská vláda byla odpovědná dvoukomorovému Národnímu shromáždění. Členy Horního sněmu, jehož předsedu měl jmenovat panovník, měli být zástupci šlechty a duchovenstva. Dolní sněm měl být ustavován volbou, přičemž volební právo měl mít každý muž starší dvaceti let. Předsedu Dolního sněmu volili poslanci této komory Národního shromáždění.
Panovník potvrdil třicet jedna zákonných článků tvořících Bratislavskou marcovou ústavu 11. dubna 1848. Bratislavská marcová ústava byla formálně zrušena vydáním Stadionovy ústavy v březnu 1849.
V roce 1861 se v kruzích maďarských liberálů objevilo úsilí o obnovení bratislavské ústavy. Ústava byla obnovena v únoru 1867 královským reskriptem. Její platnost – se změnami, které provázely rakousko-uherské vyrovnání – trvala až do zániku monarchie.

### Březnová ústava (1849)
Den po rozehnání Kroměřížského sněmu – 4. března 1849 – vydal císař novou oktrojovanou „Březnovou neboli Stadionovu ústavu“, jež byla založena na myšlence jednotného monarchistického státu. Centralizační snaha panovníka vedla k vyhlášení nezávislosti Uherska uherským sněmem 14. dubna 1849.
Panovník měl spolu s parlamentem zákonodárnou moc a spolu s ministry měl i výkonnou moc. Zřízeny byly nezávislé soudy a Říšský soud jako soud ústavní. Ústava byla zrušena 31. prosince 1851. Nebyla nikdy realizována.
Ústava byla důsledně centralistická, počítala s vytvořením jednotného občanství a jednotného právního řádu. Rakousko mělo být dědičná monarchie v čele s císařem. Zákonodárná moc příslušela dvoukomorovému říšskému sněmu (dolní komora je volená, horní jmenovaná císařem) a císaři. Ústava ustanovuje nezávislost soudů a rovnost před zákonem. K ústavě byla vydána i listina základních občanských práv, jež však mohla být pozastavena vládou. Ústava také zaváděla obecní samosprávu.

### Silvestrovské patenty (1851)
Po potlačení revoluce však došlo prostřednictvím kabinetních listů k obnovení absolutismu. 31. prosince 1851 jsou přijaty tři silvestrovské patenty, které ruší březnovou ústavu, katalog občanských práv a upravují státní organizaci a činnost soudů. Silvestrovské patenty ale potvrzují zrušení poddanství a rovnost občanů před zákonem.
Toto období bylo spojeno se jménem ministra vnitra Alexandra Bacha, který nahradil politická práva právy ekonomickými.

### Říjnový diplom (1860)
V r. 1859 je Bach v důsledku neúspěchů jeho neoabsolutismu a vojenských porážek v Itálii odvolán z funkce. 20. října 1860 slibuje panovník František Josef I. prostřednictví Říjnového diplomu znovuzavedení parlamentarismu. Realizace konkrétních kroků je svěřena baronu Schmerlingovi.
V západní části monarchie byla v únoru 1861 vydána „Únorová nebo též Schmerlingova ústava“, jež byla platná pouze pro Předlitavsko, ale její pojetí naznačovalo budoucí změnu monolitického uspořádání říše.

### Zákonný článek 12 orakousko-uherském státněprávním vyrovnaní (1867)
V únoru 1867 císař královským reskriptem obnovil uherskou ústavu, ke které koncem března přijal uherský sněm ústavní změny, jejichž vrcholem byl zákonný čl. XII, uherský zákon o vyrovnání. Zákonný článek 12 ze dne 12. června 1867 je znám jako zákon o rakousko-uherském vyrovnání. Dosavadní monolitické Rakousko se rozdělilo na dvě části Předlitavsko (Království a země na říšské radě zastoupené) a Zalitavsko (Uherské království). Zahraniční politika, finance, obrana a osoba panovníka byly pro obě části monarchie společné. Podle kabinetního listu ze 14. listopadu 1868 se pro státní útvar mělo používat označení Rakousko-uherská říše nebo Rakousko-uherské mocnářství.

### Uherská ústava obecně
Uherská ústava byla tvořena:
1. obyčejovými normami a některými zákonnými články z doby před rokem 1848;
2. některými zákonnými články z roku 1848 – "Bratislavská marcová ústava" (postavení vlády, parlamentu a úprava občanských práv);
3. zákonné články z let 1867 a 1868 (rakousko-uherské vyrovnání, atp.).

## Československo (1918 - 1938)

Velký státní znak Republiky Československé

Československo vzniklo jako samostatný svrchovaný stát dne 28. října 1918. 30. října 1918 se v budově Tatrabanky v Martině sešlo shromáždění Slovenské národní strany, které vydalo – neznaje vývoj situace v Praze – Deklaraci slovenského národa (Martinská deklarace).
Jako republiku lze československý stát označit po 13. listopadu 1918 v souvislosti s ustanoveními, která se týkají prezidenta a vyhlašování rozsudků v druhém ústavním provizoriu 37/1918 Sb. z. a n.
Československá republika měla tzv. polylegální ústavu, což znamená, že "ústavní pořádek" je tvořen více právními předpisy.

### Recepční zákon (1918)
Československý stát vznikl dne 28. října 1918, kdy Národní výbor československý převzal státní moc a proklamoval československý stát. Národní výbor vydal zákon o zřízení samostatného státu československého. Zákonem Národního výboru československého č. 11/1918 Sb. z. a n., o zřízení samostatného státu československého, který je označován jako první ústavní provizorium nebo jako recepční zákon, bylo recipováno právo i správa dosavadní monarchie. Při konstrukci zákona však byly opomenuty soudy, které byly pod předpis podřazeny rozšiřujícím výkladem jako správní orgány. Recepční norma zakládala v zemi právní trialismus (rakouské právo v Čechách, na Moravě a ve Slezsku, uherské právo na Slovensku – o osudu Podkarpatské Rusi nebylo v této době ještě rozhodnuto – a německé právo v Hlučínsku).

### Prozatímní ústava (1918)
Národní výbor schválil dne 13. listopadu 1918 Zákon č. 37/1918 Sb., o prozatímní ústavě (označovaný někdy jako druhé ústavní provizorium).
Prozatímní ústava upravovala pouze nejnutnější zásady ve vztahu k jednokomorovému (revolučnímu) Národnímu shromáždění, vládě a prezidentu republiky. Poprvé a naposledy v ústavních dějinách země měla být vláda volena parlamentem (§ 14 do května 1919). Vzhledem ke konstrukci ustanovení §§ 7-13 prozatímní ústavy lze po 13. listopadu 1918, kdy se stala účinnou, hovořit o Československé republice.

### Ústavní listina Československé republiky (1920)
Cílem Národního shromáždění však bylo vypracovat novou ústavu. Ta byla schválena dne 29. února 1920 spolu se zákonem č. 121/1920 Sb., kterým se uvozuje ústavní listina Československé republiky.
Autorem vlastního textu ústavy, která vycházela z ústavy USA, rakousko-uherské Prosincové ústavy a Ústavy Třetí Francouzské republiky, je především profesor Jiří Hoetzel.
Ústava byla tvořena třemi částmi: preambulí, uvozovacím zákonem a samotnou ústavní listinou. Slavnostně laděná preambule začínala slovy My, národ Československý,... a neměla právní či normotvorný význam. Uvozovací zákon byl tvořen deseti články, které upravovaly postavení Ústavního soudu a rušily vše (recipované i nově vytvořené), co bylo v rozporu s ústavou, což bylo s ohledem na absenci pojmu ústavní zákon v rakouské právní terminologii ve vztahu k recipovaným předpisům složitě aplikovatelné. Ústavní listina vytvářela dvoukomorový parlament a parlamentní republiku v čele s prezidentem jako hlavou státu. V této ústavě byla zakotvena dělba moci, která se dělila na moc zákonodárnou, moc vládní a výkonnou (moc výkonnou utvářela vláda a prezident republiky) a moc soudcovskou. Ústava přispěla k demokratickému rozvoji první československé republiky jako silného, uznávaného a vyspělého mnohonárodnostního státu.

### Normy československé ústavy
Vzhledem ke skutečnosti, že Československo mělo polylegální ústavu, lze do ní – kromě výše uvedené Ústavní listiny – zahrnout:
- Zákony prohlášené ústavní listinou za její součást,
- Zákony označené jako ústavní.

A s ohledem na události druhé světové války a fakt, že ústava z roku 1920 platila formálně až do května 1948 také:
- Ústavní dekrety prezidenta republiky,
- Některá nařízení Slovenské národní rady,
- Ústavní zákony schválené Prozatímním Národním shromážděním a Ústavodárným národním shromážděním.

## Ústavní vývoj vdobě nesvobody (1938 - 1945)
Na základě ústavního dekretu prezidenta republiky ze dne 3. srpna 1944, č. 11 Úř. věst. čsl. o obnovení právního pořádku (republikováno jako 30/1945 Sb.) a vládního nařízení č. 31/1945 Sb. je doba nesvobody obdobím od 30. září 1938 do 4. května 1945. Podle čl. 1 odst. 2 ústavního dekretu o obnovení právního pořádku nejsou předpisy vydané v této době součástí československého právního řádu s výjimkou těch, které se nepříčí svým obsahem znění nebo demokratickým zásadám československé ústavy (ústavní listiny, jejích součástek a zákonů ji měnících a doplňujících, vydaných do 29. září 1938).

### Druhá republika (1938 - 1939)
O vzniku druhé republiky hovoříme v souvislosti se změnami, které byly provedeny přijetím Mnichovské dohody. Samotné odstoupení pohraničních území bez ústavního zákona bylo porušením ústavy. Přijetím ústavních zákonů o autonomii Slovenska a Podkarpatské Rusi došlo k faktickému vytvoření federace.
Hlubokým zásahem do právního státu bylo přijetí Opatření Stálého výboru ze dne 27. října 1938 č. 253/1938 Sb. z. a n., o zániku mandátů některých členů Národního shromáždění, kterým Stálý výbor – protiústavně – zbavil mandátu poslance a senátory z území, která připadla sousedním státům.
Dalším podstatným zásahem bylo narušení principu dělby moci, když Národní shromáždění přijalo zmocňovací zákon, kterým se vzdalo na dva roky části svých pravomocí ve prospěch vlády a prezidenta.
Ústava byla porušena také skutečností, že se volby nového prezidenta neuskutečnila do čtrnácti dní po abdikaci předchozího.

#### Autonomie Slovenska aPodkarpatské Rusi (1938)
Ústavní změny zavádějící Československo provedlo Národní shromáždění schválením ústavního zákona č. 299/1938 Sb. z. a n., o autonomii Slovenskej krajiny, a ústavního zákona č. 328/1938 Sb. z. a n., o autonomii Podkarpatské Rusi.

#### Zmocňovací zákon (1938)
Národní shromáždění schválilo zmocňovací zákon, tj. Ústavný zákon č. 330/1938 Sb. z. a n., o zmocnení ku zmenám ústavnej listiny a ústavných zákonov republiky Česko-Slovenskej a o mimoriadnej moci nariaďovacej, 15. prosince 1938. Tento ústavní zákon umožňoval po dva roky prezidentovi vydávat dekrety se silou ústavního zákona a vládě vydávat nařízení se silou zákona.

### Slovenský stát (1939 - 1945)

Znak Slovenského štátu

Základním předpisem nově vzniklého státu byl zákon č. 1/1939 Sl. z., o samostatnom Slovenskom štáte, ze 14. března 1939. Zákon zakládal zákonodárný orgán transformovaný ze Slovenského sněmu, vládu – jmenovanou předsednictvem Sněmu, základy právního řádu a recepci těch právních předpisů bývalé republiky i monarchie, které byly slučitelné s povahou Slovenského státu.
Navzdory skutečnosti, že stát nesl od července 1939 oficiální označení Slovenská republika, vžilo se pro něj označení použité v prvním zákoně – Slovenský štát.

#### Ústava Slovenské republiky (1939)
21. července 1939 byl přijat ústavní zákon č. 185/1939 Sl. z., o ústave Slovenskej republiky, který se inspiroval rakouskou a španělskou úpravou, jelikož však na Slovensko prostřednictvím radikálního křídla HSĽS pronikal italský a německý vliv, neodrážela ústava obraz skutečných vztahů mezi nejvyššími orgány. Ústavu připravovala osmičlenná komise HSĽS v čele s Vojtechem Tukou, která připravila text zahrnující úvodní prohlášení, třináct hlav a 103 paragrafů. Hlava první charakterizovala Slovenskou republiku, hlava II. až IX. organizaci a fungování státu, hlava X. práva a povinnosti občanů, XI. hlava zvaná Církve zaváděla povinnou výuku náboženství na lidových a středních školách, XII. hlava upravovala postavení národnostních menšin a hlava XIII. shrnovala různá další ustanovení.
Hlava VII., která zaváděla stavovské zřízení a díky které by pak bylo možné klerofašistický Slovenský štát řadit mezi korporativní státy, však zůstala nenaplněna, neboť se proti ní postavili na příkaz Berlína – s poukazem na hospodářskou jednotu a respektování vztahu Říše a Slovenska – karpatští Němci.
Ústava také zaváděla vedoucí úlohu Hlinkovy slovenské ľudové strany.

#### Další významné předpisy
Samotný Slovenský štát vznikl za úzkého sepětí s Třetí říší, která se již od prvních dní samostatnosti Slovenska pokoušela ovlivňovat politiku slovenských orgánů. Říšskoněmecké zájmy na Slovensku měla na dvacet pět let právně zajišťovat smlouva o ochraně z 23. března 1939 (publikovaná až v září 1940 jako Smlouva č. 226/1940 Sl.z., o ochrannom pomere medzí Nemeckou ríšou a Slovenským štátom).
Ústavní zákon ze dne 7. května 1940 č. 120/1940 Sl.z., o Najvyššom správnom súde, zřídil Nejvyšší správní soud Slovenské republiky se sídlem v Bratislavě, tento soud fakticky fungoval až do roku 1952, kdy bylo správní soudnictví v Československu zlikvidováno.
V září 1940 byl přijat ústavní zákon č. 210/1940 Sl.z., ktorým sa vláda splnomocňuje, aby činila opatrenia vo veciach arizácie (tzv. Zmocňovací ústavní zákon), díky kterému byla vláda na dobu jednoho roku zmocněna činit veškerá potřebná opatření k vyloučení Židů ze slovenského hospodářského a sociálního života.
Ústavní zákon z 4. února 1942 č. 20/1942 Sl. z., o Ústavnom senáte, zřídil Ústavní senát (ústavní soud), který byl povolán rozhodovat, zda zákony, opatření Stálého výboru Sněmu Slovenské republiky, nařízení s mocí zákona nebo nařízení, která vydává vláda namísto zákona, vyhovují Ústavě (185/1939 Sl. z.) nebo ústavním zákonům.

### Prozatímní státní zřízení (1940 - 1945)
Zánik Československa nebyl de iure uznán západními mocnostmi. Po vypuknutí druhé světové války se vytvořila ve Francii (později v Londýně) exilová vláda. Československá exilová reprezentace vycházela z teze právní kontinuity republiky.
Prozatímní státní zřízení bylo vytvořeno 9. července 1940 a bylo tvořeno prezidentem, vládou a od 21. července 1940 Státní radou. Vzhledem ke skutečnosti, že se stát a jeho ústavní instituce nacházely v situaci, která nebyla předpokládána československou ústavou z roku 1920, ani jejími doplňky či změnami, získal prezident zákonodárnou pravomoc, kterou mohl vykonávat prostřednictvím dekretů, avšak jen k návrhu vlády a za kontrasignace premiéra či pověřeného člena vlády. Prezident republiky měl dekretální pravomoc až do 27. října 1945. Ústavní dekrety prezidenta republiky z období od 21. července 1940 do 27. října 1945 – celkem patnáct dekretů – byly ústavním zákonem č. 57/1946 Sb., kterým se schvalují a prohlašují za zákon dekrety presidenta republiky, prohlášeny za ústavní zákony.

### Slovenská národní rada (1944 - 1945)
Podle Vánoční dohody byla odbojovými organizacemi na Slovensku vytvořena Slovenská národní rada (SNR). Při zahájení Slovenského národního povstání bylo vyhlášeno obnovení Československa a Slovenská národní rada (mimoústavně) začala vykonávat zákonodárnou moc formou nařízení a hned svým prvním nařízením (č. 1/1944 Sb. n. SNR) vyvolala rozpor s ústavním dekretem č. 11/1944 Úř. věst. čs. Umocněný právní dualismus, který si republika nesla již od doby recepčního zákona, byl posléze upraven nařízením č. 30/1945 Sb. n. SNR, o zákonodárnej moci na Slovensku, podle něhož vykonávala SNR zákonodárnou moc v duchu upřímné shody s prezidentem republiky. Zvláštní postavení Slovenska se neslo i v asymetrii unitárního Československa až do vzniku federace (1969).

## Československo (1945 - 1992)

### Ústava Československé republiky (1948)
Ústavní zákon ze dne 9. května 1948 č. 150/1948 Sb., Ústava Československé republiky, vycházela z prvorepublikové ústavní listiny. Parlament (Národní shromáždění) byl jednokomorový, ústavní soud byl zrušen. Zvláštní postavení měly slovenské národní orgány (sbor pověřenců, Slovenská národní rada). Ústava obsahovala předpisy o soukromém vlastnictví a státním hospodářství.
Zřízeny byly národní výbory, zrušeny země (Česká, Moravskoslezská a Slovenská). Ústavu později doplňovala série ústavních zákonů.
Prezident republiky Dr. Edvard Beneš ji odmítl podepsat a abdikoval, a proto ji podle § 60 ústavní listiny z roku 1920 podepsal premiér Klement Gottwald též na místě prezidenta.

### Ústava Československé socialistické republiky (1960)

Znak ČSSR

Základní zásady nové – socialistické – ústavy (100/1960 Sb.) připravil ústřední výbor Komunistické strany Československa (KSČ) k všelidové diskusi již v dubnu 1960. Ve dnech 5.-7. července 1960 schválila návrh ústavy celostátní konference KSČ. Národní shromáždění ústavu přijalo již 11. července 1960.
Ústava, jež realizovala přechod od parlamentarismu k jednotě státní moci, ukončila období lidové demokracie a s provoláním Socialismus v naší vlasti zvítězil! zakotvila vizi jeho dalšího budování. Hlava první Společenské zřízení mimo jiné zaváděla vedoucí úlohu KSČ. Hlava druhá Práva a povinnosti občanů definovala základní občanská práva občanů ČSSR. Hlava třetí upravovala jednokomorové Národní shromáždění, hlava čtvrtá prezidenta, hlava pátá vládu, hlava šestá Slovenskou národní radu, hlava sedmá Národní výbory. Hlava osmá Soudy a prokuratura upravovala otázku organizace soudů a prokuratur a mimo jiné stanovovala vázanost soudce právním řádem socialistického státu, který musel být vykládán v souladu se socialistickým právním vědomím. Hlava devátá Ustanovení obecná a závěrečná rušila předchozí ústavu, vytvářela odkaz na právní předpis řešící občanství, definovala hlavní město a státní symboly.
Ústavním zákonem o čs. federaci (ústavní zákon č. 143/1968 Sb., o československé federaci) došlo ke zrušení rozsáhlých pasáží ústavy z roku 1960. Další změny přinesl vývoj po listopadu 1989, kdy byla odstraněna vedoucí úloha strany, dvakrát změněn název federace, zrušena preambule a změněn hospodářský systém. Do listopadu 1989 byla ústava měněna osmkrát, od listopadu 1989 do zániku federace byla měněna dvanáctkrát.
Od 29. března 1990 do 23. dubna 1990 byla tato – zásadně změněná – ústava ústavou Československé federativní republiky, od 23. dubna 1990 do 1. ledna 1993 ústavou České a Slovenské Federativní Republiky.

### Ústavní zákon očeskoslovenské federaci (1968/69)
Konečným zřízením federace bylo přijetí ústavního zákona o československé federaci (143/1968 Sb.)., který měl osm hlav a 151 článků. Hlava první upravovala základní instituty státu (území, občanství), který je dobrovolným svazkem rovnoprávných států českého a slovenského národa, těmito státy byly od 1. ledna 1969 Česká socialistická republika a Slovenská socialistická republika. Zásah do článku 4 v roce 1970 změnil československou federaci v pseudofederaci. Hlava druhá rozdělovala působnost mezi federaci, když definovala výlučnou působnost federace a společnou působnost federace a republik. Věci, které nebyly svěřeny do působnosti federace, patřily do působnosti republik. Hlava třetí vytvářela dvoukomorové Federální shromáždění: Sněmovna lidu měla 200 poslanců, Sněmovna národů, která reprezentovala rovné státoprávní postavení obou republik, měla 150 poslanců. Hlasování ve Sněmovně národů se ve vymezených případech řídilo principem zákazu majorizace, když poslanci zvolení v České socialistické republice a Slovenské socialistické republice hlasovali odděleně a pro přijetí byla potřeba většina všech poslanců zvolených v ČSR a většina všech poslanců zvolených v SSR. Z faktického hlediska se proto hovoří o dvou a půl komorovém parlamentu. Hlava čtvrtá upravovala postavení prezidenta ČSSR. Hlava pátá upravovala vládu ČSSR, do prosince 1970 fungovaly vedle federálních ministerstev i federální výbory. Hlava šestá po vzoru socialistické Jugoslávie zřizovala Ústavní soud. K jeho činnosti začaly být připravovány i potřebné ústavní zákony, ale práce na nich byla zastavena v průběhu roku 1969. Federální ústavní soud poté fungoval na sklonku ČSFR. Hlava sedmá upravovala státní orgány České socialistické republiky a Slovenské socialistické republiky. Hlava osmá Ustanovení obecná, přechodná a závěrečná mimo jiné vymezovala území republik, hlavní města republik a federace, upravovala způsob změny ústavního zákona, rušila části ústavy z roku 1960, řešila úpravu organizace soudů a prokuratury.

### Listina základních práv asvobod (1991)
Federální shromáždění ČSFR schválilo dne 9. ledna 1991 ústavní zákon č. 23/1991 Zb., ktorým sa uvádza LISTINA ZÁKLADNÝCH PRÁV A SLOBÔD ako ústavný zákon Federálneho zhromaždenia Českej a Slovenskej Federatívnej Republiky. Základní práva a svobody jsou zde deklarovány jako nezadatelné, nezcizitelné, nepromlčitelné a nezrušitelné.
Některá ustanovení Listiny lze dnes najít také v Ústavě Slovenské republiky (460/1992 Zb.)

### Zánik Československa (1992)
Ústavním zákonem č. 542/1992 Sb., o zániku České a Slovenské Federativní Republiky, zanikl o půlnoci na Silvestra roku 1992 společný stát Čechů a Slováků. Nástupnickými státy se staly Česká republika a Slovenská republika.

## Slovenská republika

Znak Slovenské republiky

### Deklarace svrchovanosti (1992)
Deklarace SNR o svrchovanosti Slovenské republiky ze dne 17. července 1992 vyhlásila svrchovanost Slovenské republiky jako základ suverénního státu slovenského národa. V reakci na přijetí deklarace abdikoval prezident ČSFR Václav Havel.

### Ústava Slovenské republiky (1992)
1. září 1992 přijala Slovenská národní rada ústavní zákon č. 460/1992 Zb., Ústava Slovenskej republiky.
Ústava je tvořena preambulí, devíti hlavami a 156 články. Hlava první upravuje základní charakter státu, hlava druhá základní práva a svobody (je však zachována i Listina), blíže nepojmenovaná třetí hlava upravuje hospodářství a nejvyšší kontrolní úřad, hlava čtvrtá upravuje územní samosprávu, hlava pátá zákonodárnou moc, hlava šestá výkonnou, hlava sedmá upravuje moc soudní, hlava osmá upravuje prokuraturu a postavení veřejného ochránce práv a hlava devátá zahrnuje přechodná a závěrečná ustanovení.
Ústava Slovenské republiky byla osmkrát novelizována (244/1998 Z. z.; 9/1999 Z. z.; 90/2001 Z. z.; 140/2004 Z. z.; 323/2004 Z. z.; 463/2005 Z. z.; 92/2006 Z. z.; 210/2006 Z. z.). Ústavní zákon č. 9/1999 Z. z. účinný od 27. ledna 1999 zavedl přímou volbu prezidenta, což umožnilo, aby Slovensko mělo opět prezidenta – prezident Michal Kováč ukončil volební období 2. března 1998 a Rudolf Schuster se stal prezidentem 15. června 1999.

## Označení zdroje právního předpisu
- Sb. z. a n.: Sbírka zákonů a nařízení - právní předpisy ČSR do 23. srpna 1948
- Sb., resp. Zb.: Sbírka - právní předpisy ČSR, ČSSR a ČR po 23. srpnu 1948
- Sl. z.: Slovenský zákonník - právní předpisy Slovenského štátu z let 1939 až 1945
- Úř. věst. čs.: Úřední věstník československý - právní předpisy Prozatímního státního zřízení
- Sb. n. SNR: Sbierka nariadení Slovenskej národnej rady - právní předpisy Slovenské národní rady z let 1944 až 1948
- Z. z.: Zbierka zákonov Slovenskej republiky - právní předpisy Slovenské republiky od 1. ledna 1993